# خوان إغليسياس
خوان إغليسياس (بالإسبانية: Juan Iglesias)‏ هو لاعب كرة قدم إسباني، ولد في 3 يوليو 1998 في بلد الوليد في إسبانيا.

## وصلات خارجية
- خوان إغليسياس على موقع قاعدة بيانات كرة القدم.إي يو (الإنجليزية)
- خوان إغليسياس على موقع Soccerway.com (الإنجليزية)